# Бездонное (озеро, Свердловская область)
Бездо́нное (также Карстовое ) — карстовое озеро в городском округе Нижний Тагил Свердловской области, в 10 километрах севернее посёлка Висим. Глубочайшее озеро Свердловской области. Высота уреза воды 295,8 м. Памятник природы, входит в состав Висимского участка природного парка «Река Чусовая».

## География
Озеро относится к бассейну правого притока Чусовой — реки Межевая Утка. Глубочайшее озеро естественного происхождения в Свердловской области. Образовалось в древней карстовой провальной воронке, в доломитизированных известняках палеозойского возраста.

## Гидрологические характеристики
Длина озера 300 метров, ширина 200 метров, площадь 2,5 гектара, максимальная глубина 49 метров, средняя 25 метров. Форма озера овальная. Берега крутые (25-30 градусов), кроме пологого восточного берега, где вытекает ручей, соединяющий озеро с находящимся в 200 метрах на восток Смородинским водохранилищем на Межевой Утке. Температура воды на глубине 20 метров постоянна: +5,6 °C. Озеро замерзает и вскрывается на две недели позже других местных водоёмов. Вода зеленоватого цвета, жёсткая — обогащена кальцием, содержание которого составляет до 43-46 миллиграммов на литр. Водоросли и упавшие в озеро деревья покрыты серовато-белым налётом извести. Эти упавшие в воду деревья образуют над минеральным дном озера «ложное дно».

## Флора и фауна
Берега покрыты елово-пихтовым лесом. Там, где склоны очень круты, древесный полог разрежен, на оголённых участках известняка прорастают типичные скальные растения. 
Ихтиофауна озера Бездонное определяется рыбой реки Межевая Утка — окунь, плотва, гольян, щука, голавль. С 2007 года озеро зарыбляется карпом, судаком и белым амуром.
В озере имеется планктон, сине-зеленые, диатомовые и харовые водоросли. У берегов растут кубышка и сабельник.

Озеро в Верхотурском уезде, в даче Нижне-Тагильских заводов, небольшое, но необыкновенно глубокое и весьма рыбное. Замечательно, что в нем иногда рыба уходит вся, вследствие каких-то неизвестных причин, в глубину и держится там подолгу; когда же она выходит из глубины к берегам, то ее ловят в огромном количестве.— Н.К. Чупин «Географический и статистический словарь Пермской губернии» (1873 г.)

## Охранный статус
Озеро с прилегающей территорией охраняется как памятник природы. Площадь памятника 13 га.
Озеро является одним из объектов на экологической тропе природного парка «Река Чусовая».